# Kościół św. Stanisława Biskupa w Humniskach
Kościół św. Stanisława Biskupa w Humniskach – drewniany rzymskokatolicki kościół parafialny pw. św. Stanisława Biskupa, zbudowany w XV w., znajdujący się w miejscowości Humniska.
Kościół w Humniskach jest jedną z najstarszych zachowanych drewnianych świątyń w Polsce. Reprezentuje wyjątkowo rzadki przykład rozplanowania gotyckich kościołów drewnianych - wzniesionych na planie krzyża, jednoprzestrzennych, jednonawowych z transeptem kaplicowym.
W 1984 obiekt wpisano do rejestru zabytków. Kościół włączono do podkarpackiego Szlaku Architektury Drewnianej.

## Historia obiektu
Kościół został wzniesiony w XV w. W 1556 konsekrowany. W 1624 został uszkodzony podczas najazdu tatarskiego; wyremontowany w 1646. W 1699 dobudowana została murowana zakrystia. Kolejne remonty miały miejsce w XVIII w. oraz w drugiej połowie XIX w. Gruntowna przebudowa i rozbudowa kościoła nastąpiła w latach 1887–1889 (dobudowa kaplicy południowej) oraz w latach 1898–1900 (dobudowa kaplicy północnej, przedłużenie nawy w kierunku zachodnim, dobudowa kruchty, przebudowa zakrystii oraz obniżenie dachów). W 1930 zmieniono pokrycie dachowe z gontu na blachę stalową, a w 1932 ściany kościoła pokryto polichromią wykonaną przez malarza Włodzimierza Lisowskiego z Sanoka. W XX w. dokonano dwóch remontów w latach 50. i w latach 1978–1980 (nastąpiła m.in. wymiana pokrycia dachowego na blachę miedzianą, wykonano nową konstrukcję wieżyczki na sygnaturkę). W 2002 odkryto dekorację malarską belek stropowych z drugiej połowy XV w. oraz renesansowe malowidła, zachowane na belkach górnych wieńców ścian aneksów transeptowych.

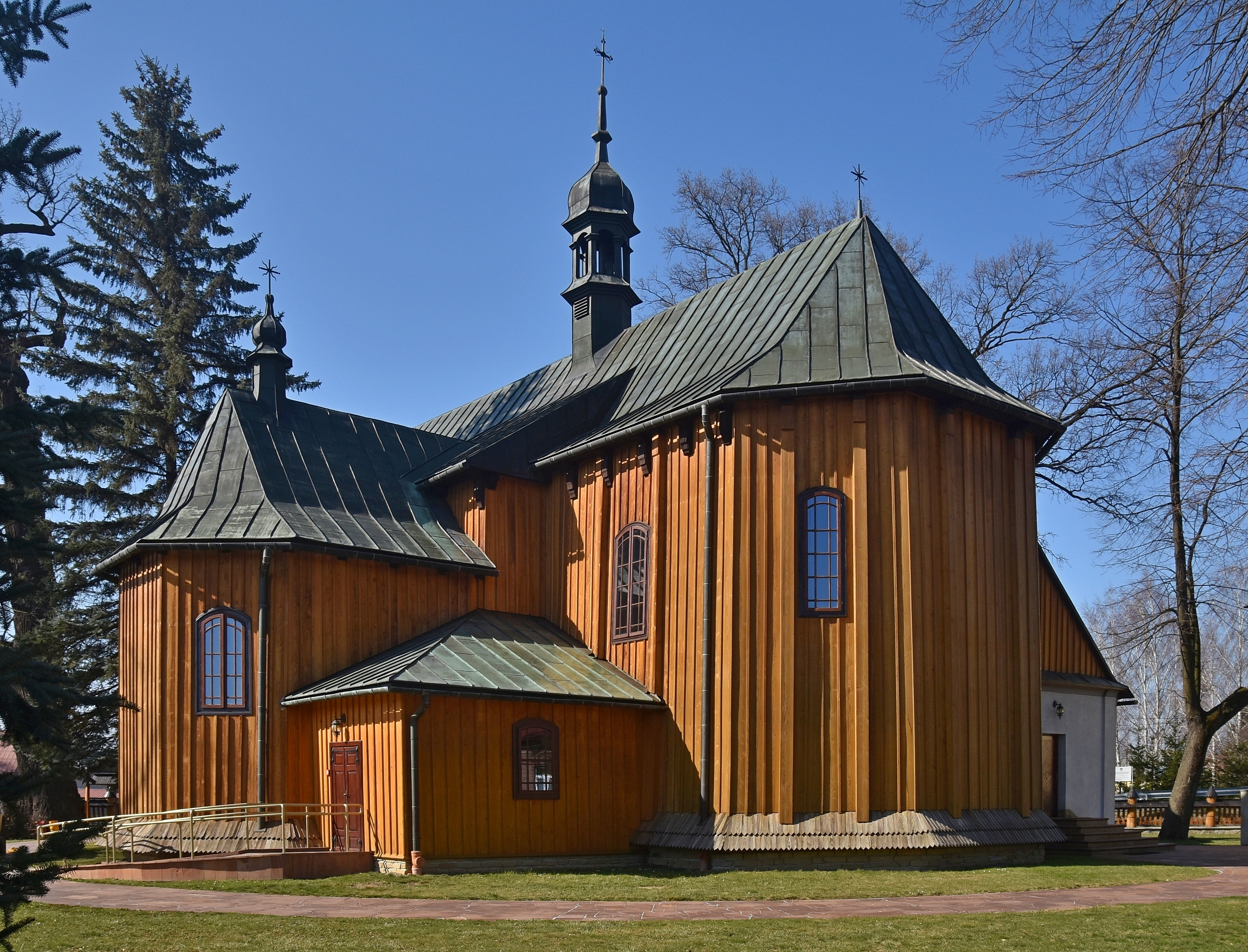
Widok od strony prezbiterium
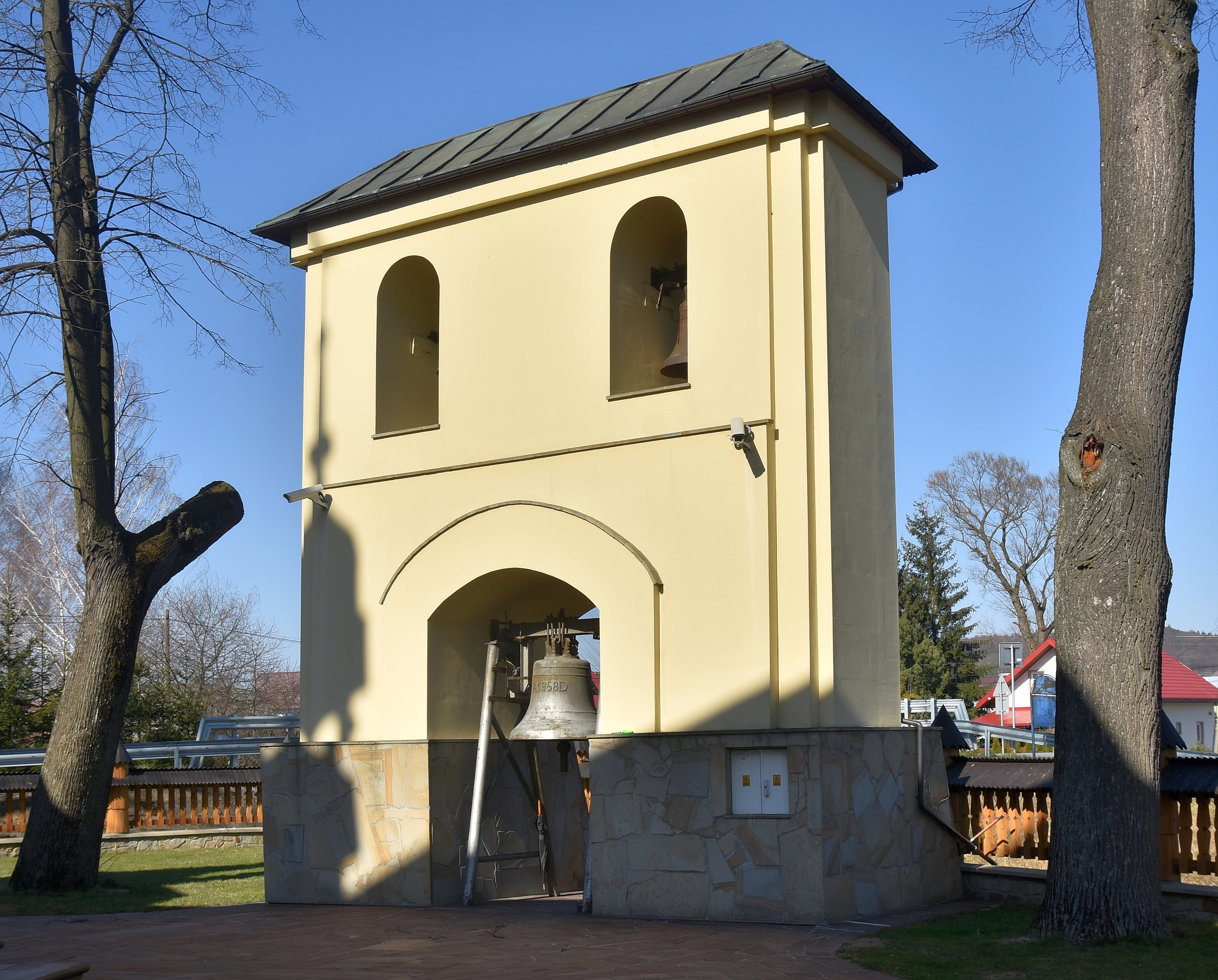
Dzwonnica
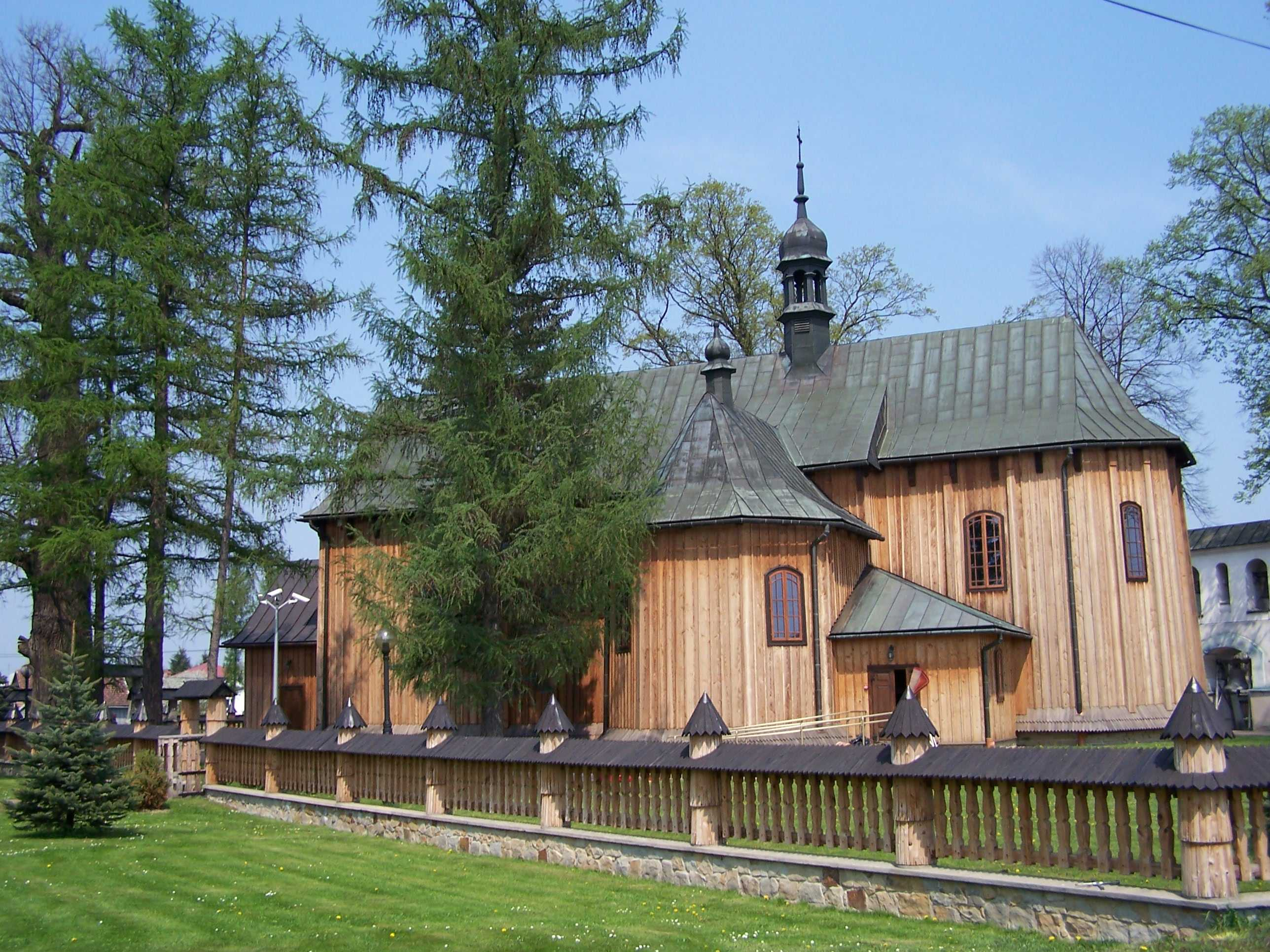
Elewacja boczna

## Architektura i wyposażenie
Budowla drewniana o konstrukcji zrębowej, orientowana, na kamiennym podmurowaniu. Budynek jednoprzestrzenny: trójbocznie zamknięte prezbiterium tej samej szerokości, co nawa, całość na rzucie wydłużonego prostokąta z płytkimi ramionami transeptu, w przedłużeniu których dwie kaplice. Prezbiterium i nawa nakryte wspólnym, jednokalenicowym dachem dwuspadowym. Nad ramionami transeptu daszki pulpitowe, na kalenicy wiatrowskaz w kształcie koguta z datą 1648, ozdobny gzyms wieńczący z zaczepami.
Wewnątrz stropy płaskie. Ściana tęczowa zamknięta łukiem półkolistym, z belką tęczową, na której został umieszczony barokowy krucyfiks. Kaplice otwarte do aneksów transeptowych półkolistymi arkadami. Chór muzyczny wsparty na czterech słupach, także z półkolistymi arkadami. Wyposażenie, głównie z XVII i XVIII w., obejmuje m.in. manierystyczny ołtarz główny z pierwszej połowy XVII w. (przeniesiony ze zburzonego kościoła kapucynów w Bliznem), cztery późnobarokowe ołtarze boczne z XVIII w., barokową ambonę, kamienną gotycka chrzcielnicę oraz kamienną kropielnicę z XVI w..

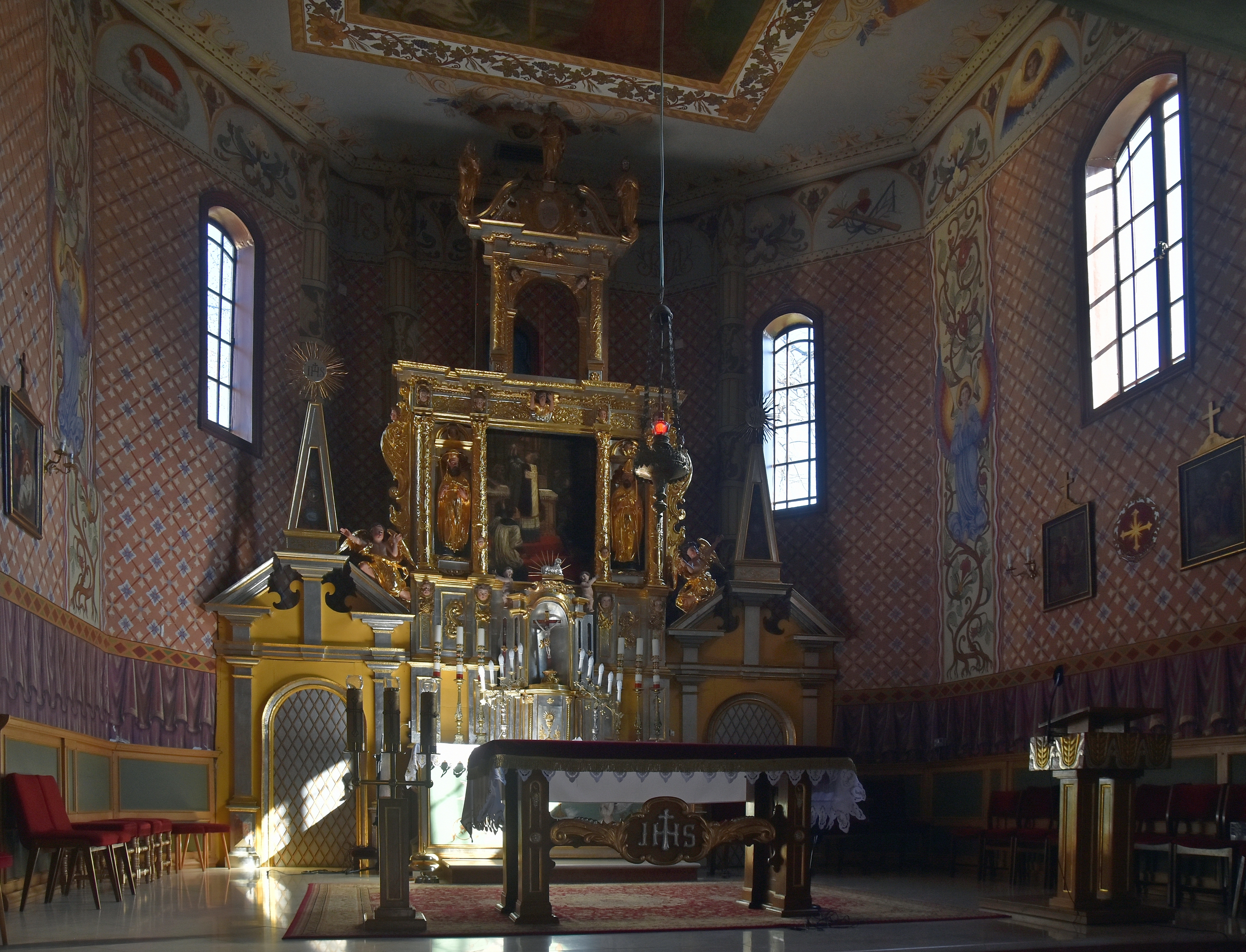
Wnętrze, ołtarz główny
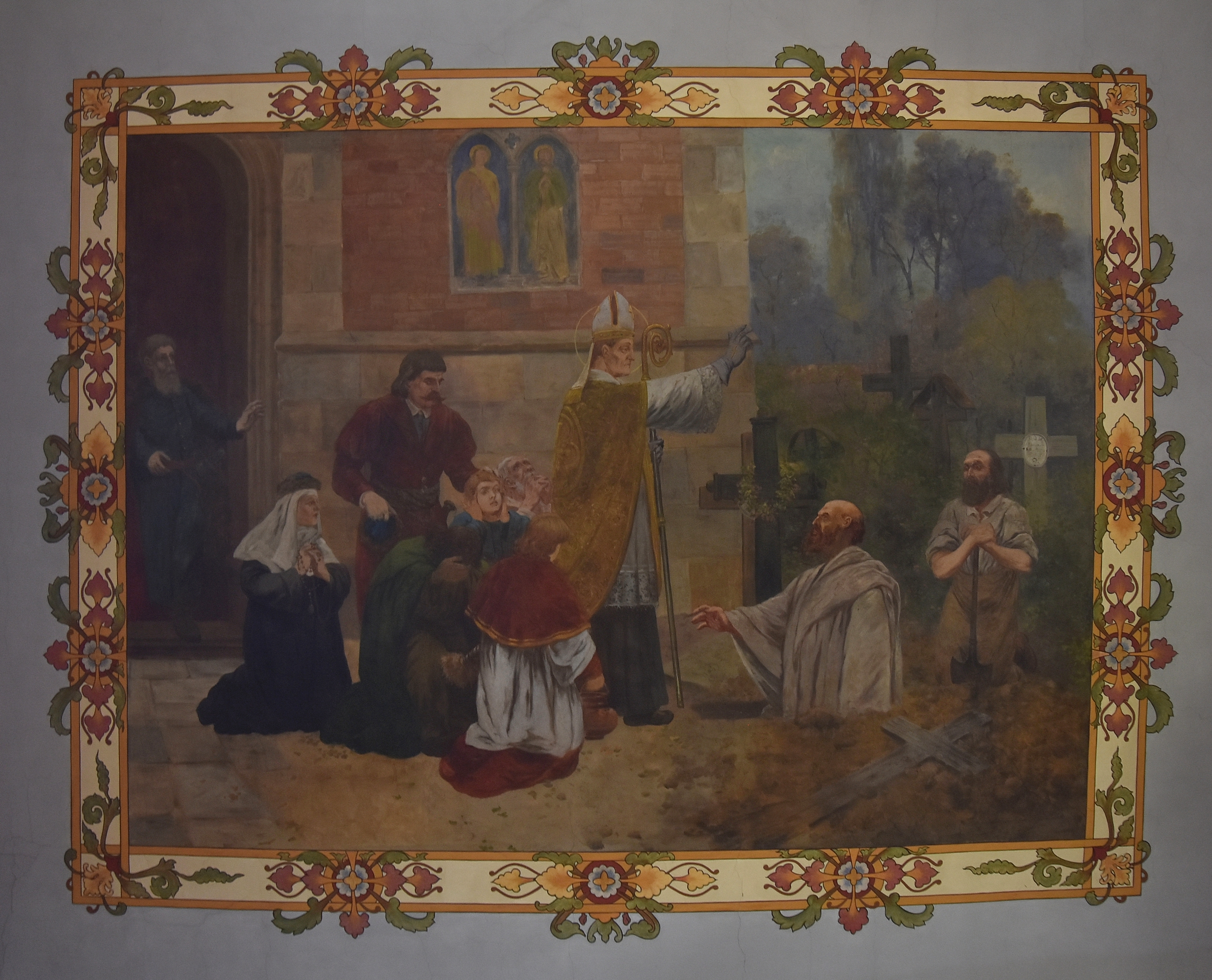
Polichromia
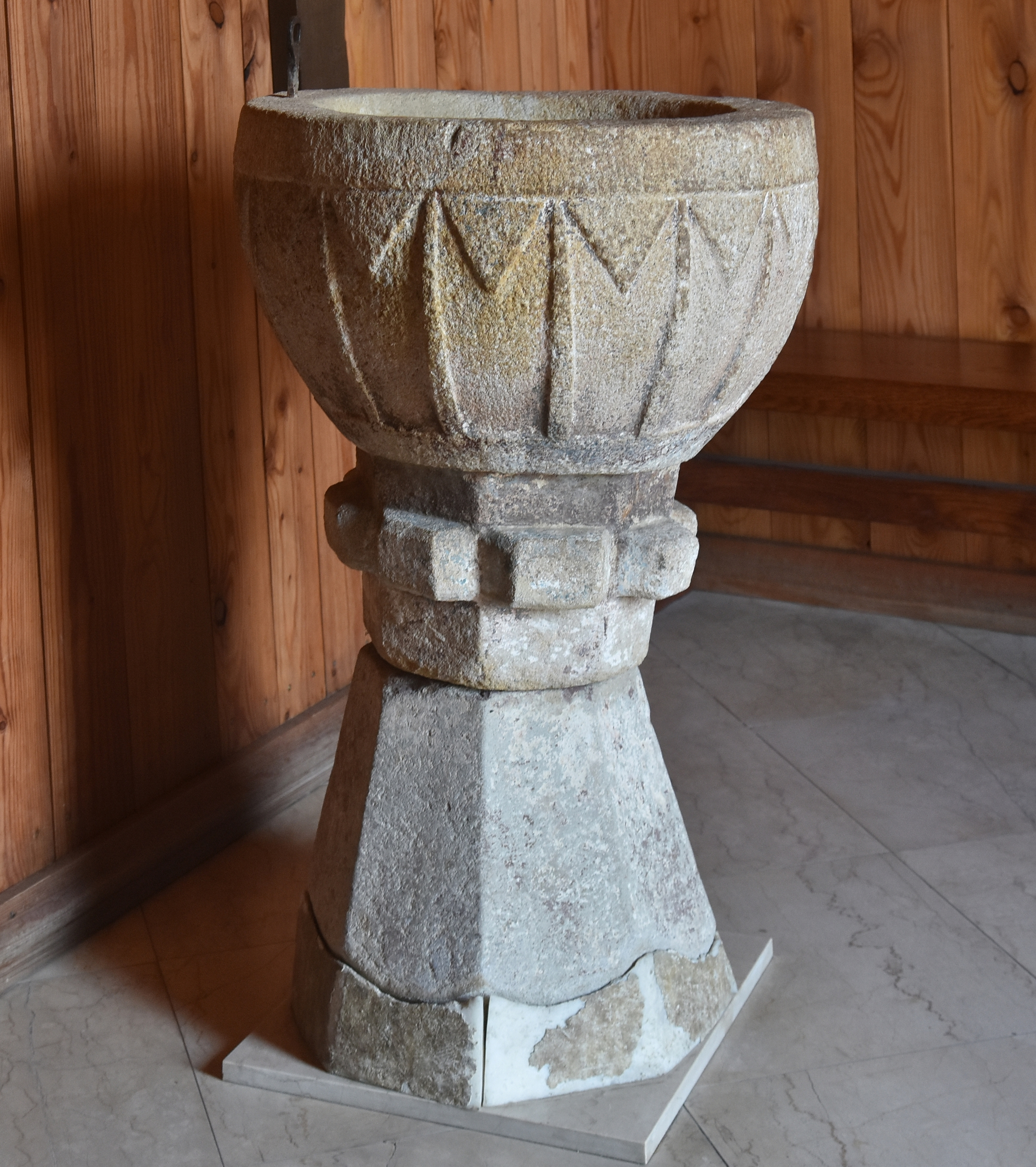
Aspersorium

## Otoczenie
Od strony wschodniej znajduje się murowana, dzwonnica parawanowa z trzema dzwonami. Teren przykościelny otoczony drewnianym, współczesnym ogrodzeniem.